# Friedrich Donnenfeld
Friedrich Donnenfeld (ur. 17 stycznia 1912 w Wiedniu, zm. 20 marca 1976 w Utrechcie) – austriacki piłkarz, a także trener.

## Kariera klubowa
Donnenfeld karierę rozpoczynał w zespole Thalia Wiedeń. Następnie grał w Hakoahu Wiedeń, a w 1936 roku przeszedł do izraelskiego Maccabi Tel Awiw. W 1937 roku zdobył z nim mistrzostwo Izraela. W tym samym roku przeniósł się do francuskiego Olympique Marsylia, gdzie z przerwami spowodowanymi wojną grał do 1943 roku. Potem występował jeszcze w drużynie Red Star Olympique, gdzie w 1946 roku zakończył karierę.

## Kariera reprezentacyjna
Donnenfeld rozegrał jedno spotkanie w reprezentacji Austrii. Było to 7 października 1934 roku w przegranym 1:3 meczu Pucharu Dr. Gerö z Węgrami.

## Kariera trenerska
Donnenfeld karierę rozpoczynał w 1949 roku jako trener reprezentacji Kolumbii. Następnie trenował zespół Atlético Junior, a także holenderski ADO Den Haag. W 1955 roku został selekcjonerem reprezentacji Holandii. Po raz pierwszy poprowadził ją 13 marca 1955 roku w zremisowanym 1:1 towarzyskim meczu z Danią. Po tym spotkaniu przestał pełnić funkcję trenera kadry Holandii. Stanowisko to objął ponownie w 1956 roku i wówczas poprowadził ją w dwóch spotkaniach.
Potem Donnenfeld trenował jeszcze zespoły Fortuna '54, FC Twente oraz PEC Zwolle, który był jego ostatnim klubem w karierze.